# George Hellmuth
Bản mẫu:Thông tin kiến trúcsư

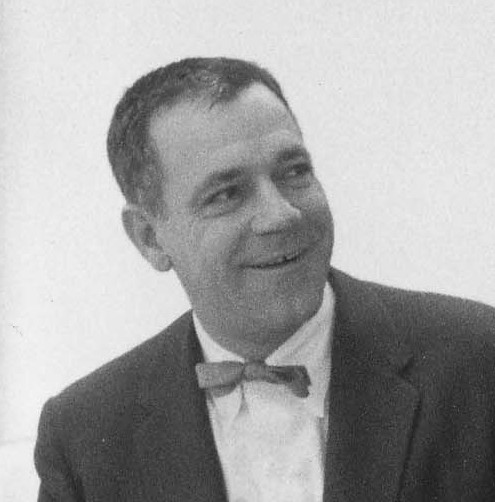
Ảnh chụp George Hellmuth

George Hellmuth (1907–1999) là kiến trúc sư người Mỹ. Ông sinh ra tại St. Louis, Missouri và tốt nghiệp Đại học Washington. Ông làm việc tại thành phố St. Louis từ năm 1932 chuyên thiết kế các sở cứu hỏa và chỗ chứa xe bus. Năm 1949, ông mở hãng thiết kế riêng mình và thành lập hãng Hellmuth, Yamasaki và Leinweber, nhưng giải thể vào năm 1954. Sau đó ông cùng với Gyo Obata và George Kassabaum thành lập nên Hellmuth, Obata & Kassabaum (HOK).